# Grants Pass, Oregon
Grants Pass là một thành phố và quận lỵ của Quận Josephine tiểu bang Oregon, Hoa Kỳ 6. Thành phố nằm trên Xa lộ Liên tiểu bang 5, phía tây bắc thành phố Medford. Các điểm hấp dẫn gồm có Sông Rogue nổi tiếng với trò thả bè trên sông, và các Hang động Oregon. Theo Điều tra Dân số Hoa Kỳ năm 2000, dân số của thành phố là 23.003. Đến năm 2006, dân số là 30.930, như vậy nó là một trong các thành phố phát triển nhanh nhất tại Oregon.

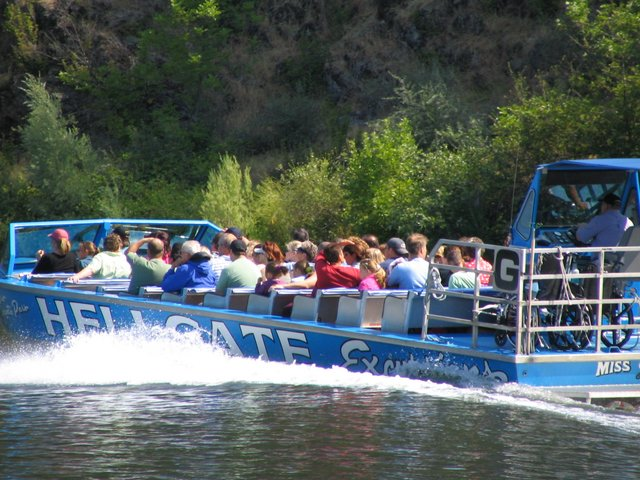
Thuyền thủy lực trên sông Rogue gần Grants Pass, Oregon. Tháng 7 năm 2005.

## Địa lý

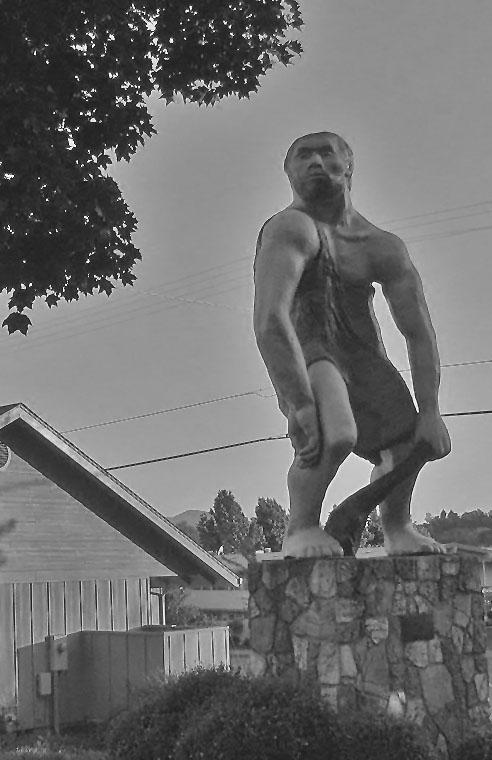
Tượng Người Hang động lớn ở Grants Pass, Oregon. Nó nằm cạnh trung tâm thông tin du khách.

Grants Pass nằm ở vị trí 42°26′20″B 123°19′42″T / 42,43889°B 123,32833°TĐã đưa tham số không hợp lệ vào hàm {{#coordinates:}} (42.438969, -123.328249)1. Quốc lộ Hoa Kỳ 199 đi qua thành phố, và nhập vào Xa lộ Liên tiểu bang 5. Nó nằm trong Thung lũng Rogue. Khu vực xung quanh hầu như là rừng với nhiều dãy núi.
Theo Cục Điều tra Dân số Hoa Kỳ, thành phố có một tổng diện tích là 7,7 dặm Anh trong đó có 7,6 dặm là đất và phần còn lại 1,56% là nước.

## Khí hậu
Giống như khẩu hiệu của thành phố, "Chính là khí hậu!", Grants Pass có được một phiên bản bốn mùa ôn hòa của khí hậu địa trung hải thường thấy tại California. Mùa hè nắng, khô và nóng nhưng mát mẽ rõ rệt vào đêm; nhiệt độ cao trung bình của tháng 7 là 90 °F (32 °C) và thấp là 53 °F (12 °C).  Mùa đông thì mát và có mưa vừa phải và đôi khi có tuyết rơi; nhiệt độ cao trung bình của tháng 1 là 47,5 °F (8,5 °C) và thấp là 32,5 °F (0 °C). Nó nhận khoảng 30 inch (760 mm) lượng nước mưa mỗi năm, với ba phần tư lượng nước mưa rơi từ tháng 1 tháng 11 đến 31 tháng 3. Mùa đông dịu và mùa hè khô kéo dài giúp cho rau quả địa phương, khá khác những nơi còn lại của Oregon.

## Giao thông
- Phi trường Grants Pass

## Thành phố kết nghĩa
- Rubtsovsk, Nga  Lưu trữ ngày 28 tháng 8 năm 2005 tại Wayback Machine

## Thao khảo
1. ↑  “PSU:Population Research Center” (PDF). Bản gốc (PDF) lưu trữ ngày 26 tháng 6 năm 2008. Truy cập ngày 8 tháng 10 năm 2007.
2. ↑  Grants Pass, Josephine County, Oregon USA